# 打底
打底（Underpainting）是藝術用詞，經常用在油畫上面。打底是作畫的第一個步驟，通常是選一個單色在畫布上塗滿一層（以灰調為主），有助於整個畫面的定色。目前有兩種不同類的打底技巧，分別是verdaccio（以綠灰色為主）和grisaille（一種灰泥）。